# Bombeattentaterne mod Aarhus Rådhus
Bombeattentaterne mod Aarhus Rådhus var blandt de mest dramatiske begivenheder i Aarhus under 2. verdenskrig.
To gange under krigen blev rådhuset beskadiget af bombesprængninger. Første gang den 21. februar 1945 og anden gang den 13. marts 1945.
Som den største bygning opført i 1930'erne og 1940'ernes Danmark var bygningen genstand for stor opmærksomhed og folkelig stolthed. Og et symbol på de bedre tider man håbede på. Da besættelsesmagten endvidere havde mistanke om at der foregik illegale aktiviteter med dokumentationspapirer på rådhuset blev rådhuset et logisk mål for hævnaktioner, den såkaldte Schalburgtage. Dvs. terroraktioner rettet mod det danske samfund som hævn for modstandsaktioner.
Den 21. februar 1945 forårsagede en bombe nær Rådhuspladsen enorme ødelæggelser på rådhuset, hvor mange ruder blev blæst ind. Men også de nærliggende bygninger på Park Allé, Sønder Allé, Søndergade, Frederiksgade, Ryesgade og på Banegårdspladsen tog stor skade. Det anslås at mellem 2000 og 3000 ruder blev knust.
Den 13. marts 1945 forsøgtes Aarhus Rådhus ødelagt for anden gang og der skabes igen omfattende ødelæggelser. Bomberne var placeret ved tårnet i et forsøg på at vælte det. Kun efter langvarige undersøgelser efter krigen kunne det konstateres, at bygningen ikke havde lidt strukturel skade.
Det menes at aktionerne var en del af de drabs- og terroraktioner som Petergruppen, anført af Henning Brøndum, udførte i byen. Aktioner hvor Kai Henning Bothildsen Nielsen med sit lokalkendskab var en vigtig mand for tyskerne.
Ingen blev dræbt ved terroraktionerne mod rådhuset, men begivenhederne indgik i rædselsnætterne sidst i februar i Aarhus, hvor Petergruppen bl.a. den 22, februar sprængte en række ejendomme i Guldsmedgade og forretninger rundt om i Aarhus i luften, der efterlod syv mennesker mennesker døde, deriblandt et barn på seks år.